# NULL
NULL je v informatice obvyklé označení pro žádnou hodnotu nebo nic. Slovo vychází z latinského nullus.

## Řetězce
Ve vnitřní reprezentaci ASCII řetězce je bajt s hodnotou nula označován jako null znak, null terminator nebo zkráceně NUL. V jazyce C a odvozených aplikacích slouží tento znak jako ukončovací znak řetězce. Escape sekvence pro znak NUL je \0.
V UTF-8 kódování bajt NUL reprezentuje Unicode znak NULL (U+0000).

## Programovací jazyky
V programování je NULL speciální hodnota, kterou se označuje adresní ukazatel (nebo jakýkoliv jiný druh referenčního odkazu), který (abstraktně řečeno) neukazuje nikam (fakticky ukazuje na adresu 0, což se bere jako konvence pro označení ukazatele za NULL). V programovacím jazyce C je hodnota NULL reprezentována binární nulou, v programovacím jazyce Pascal nebo Ruby se taková hodnota označuje klíčovým slovem nil. V assembleru o NULL nebo nil nemluvíme, ale fakticky tomu odpovídá stav, kdy některý z adresních registrů je nulový – v takovém případě je možné adresovat „tam, kam ukazuje NULL“ (což by u vyšších programovacích jazyků nejspíš skončilo chybovou hláškou). Například u architektury PC AT je to adresa přerušení INT 0.

### Konverze zNULL
NULL se může vyskytovat i ve skriptovacích jazycích, řada z nichž striktně nehlídá typy proměnných. Při pokusu použít NULL se podle kontextu tato hodnota zamění na:
- 0 (nulu) v případě aritmetických operací
- „“ (prázdný řetězec) v případě textových operací
- false v případě booleovských operací.

## Relační databáze, SQL
V relačních databázích označuje NULL speciální hodnotu uloženou v databázi, která představuje neznámou, nedefinovanou apod. hodnotu. Vlastnost sloupce tabulky být NULL je natolik podstatná, že je definována nezávisle (ortogonálně) na jeho typu, rozsahu či dalších vlastnostech. Zajímavým případem je typ CHAR(0) NULL, který může nabývat dvou hodnot – (prázdný řetězec) nebo NULL – každá z nichž je chápána jako prázdná.

### Operace s NULL
Pro NULL zpravidla platí zvláštní pravidla pro výpočty a porovnávání.

#### Algebraické
Výsledek jakékoli algebraické operace zahrnující NULL je opět NULL. NULL tedy v těchto případech (a i u mnoha funkcí, do kterých vstoupí jako parametr), působí jako pravý neutrální prvek. 

#### NULLa chyby
SQL vrátí NULL v řadě případů, které ryze matematicky buď nemají řešení nebo v nichž se vyskytla chyba (například dělení nulou, funkce v bodech mimo definiční obor apod.). Například dotaz:
```
SELECT 5/0, MOD(5,0), SQRT(-1), LOG2(0), ASIN(1.1), ACOS(-1.1);    -- COT(0);
```

…vrátí ve všech políčkách hodnotu NULL.

#### Porovnávání
Porovnávání NULL s čímkoli se vyhodnotí opět hodnotou NULL (v Booleovském prostoru interpretováno jako NEPRAVDA), popřípadě speciální hodnotou UNKNOWN. To platí i pro porovnávání s NULL, takže porovnání NULL = NULL je nepravdivé. Je to proto, že jedna neznámá hodnota se vůbec nemusí rovnat jiné neznámé hodnotě. V tomto se SQL lehce dotýká oboru fuzzy logiky.

#### Logické
| AND   | TRUE  | FALSE | NULL  |
| ----- | ----- | ----- | ----- |
| TRUE  | TRUE  | FALSE | NULL  |
| FALSE | FALSE | FALSE | FALSE |
| NULL  | NULL  | FALSE | NULL  |

| OR    | TRUE | FALSE | NULL |
| ----- | ---- | ----- | ---- |
| TRUE  | TRUE | TRUE  | TRUE |
| FALSE | TRUE | FALSE | NULL |
| NULL  | TRUE | NULL  | NULL |

#### Speciální funkce
Proto se hodnota NULL v SQL testuje speciálním výrazem sloupec IS NULL (sloupec obsahuje hodnotu NULL) nebo sloupec IS NOT NULL (sloupec neobsahuje hodnotu NULL). Analogicky, i v některých skriptovacích jazycích pro detekci existuje speciální funkce (nazvaná is_null() nebo podobně).

### Operace JOIN
Pokud sloupec může obsahovat hodnotu NULL, je potřeba při spojování tabulek (JOIN) tuto možnost vzít v úvahu a nadefinovat chování systému v případě, že sloupec má opravdu hodnotu NULL.
| Typ JOIN       | české označení      | Popis |
| -------------- | ------------------- | --- |
| INNER JOIN     | Vnitřní spojování   | Vybrány pouze řádky vyhovující spojovací podmínce (vyjma stavu NULL=NULL – takové řádky jsou vynechány). |
| [NATURAL] JOIN | Přirozené spojování | Jako INNER JOIN. |
| LEFT JOIN      | Spojování zleva     | Vybrány řádky, které vyhovují spojovací podmínce (vyjma stavu NULL=NULL), plus řádky zdrojové tabulky odkazující na NULL nebo neexistující záznam v odkazované tabulce (kde potom všechny hodnoty z odkazované tabulky jsou vyplněny NULL).  |
| RIGHT JOIN     | Spojování zprava    | Vybrány řádky, které vyhovují spojovací podmínce (vyjma stavu NULL=NULL), plus řádky odkazované tabulky, na které žádný řádek zdrojové tabulky neodkazuje – v těchto případech jsou všechny hodnoty zdrojové tabulky vyplněny hodnotou NULL. |
| OUTER JOIN     | Vnější spojování    | Vybrány všechny řádky zdrojové a odkazované tabulky, s tím, že pokud nebylo nalezeno propojení, jsou hodnoty z opačné tabulky vyplněny NULL.                                                                                                 |

1. ↑  V SQL se NULL = NULL vyhodnotí jako NEPRAVDA, viz kapitola #Porovnávání

### Klíče
Do sloupce, nad kterým je definován unikátní klíč, nelze vložit dvě stejné (duplicitní) hodnoty, neboť by byla porušena datová integrita. Někdy (například při nějakém úkonu manipulujícím s daty) přesto může nastat potřeba dočasně duplicitní hodnotu zapsat. SŘBD pak zareaguje chybovou hláškou. Výjimkou z hodnot, které se v unikátním klíči mohou vyskytovat vícekrát, je právě „hodnota“ NULL.

### WITH ROLLUP
Konstrukce WITH ROLLUP u agregačních funkcí používá NULL speciálním způsobem – jako hodnotu sjednocující agregované sloupečky.

## Souborové systémy
V unixových operačních systémech se používá soubor /dev/null, který označuje tzv. bit bucket, zařízení, do kterého lze zapsat cokoli, ale veškerá zapsaná data se nenávratně ztrácejí. V operačních systémem firmy Microsoft (MS-DOS, Microsoft Windows) se takové zařízení označuje jako NUL.
Podobné soubory se zpravidla používají k zahazování nežádoucích hlášení programu pomocí přesměrování (např. program > /dev/null).